# Igor Cuesta Ruiz
Igor Cuesta Ruiz es un futbolista español que jugaba como defensa central. Su último equipo fue el Sestao River.

## Trayectoria
Igor Cuesta se formó en las categorías inferiores del Athletic Club y desarrolló el resto de su carrera deportiva en Segunda División B, categoría donde disputó más de 320 partidos.

## Clubes
| Club                                                             | País   | Año         |
| ---------------------------------------------------------------- | ------ | ----------- |
| CD Basconia                                                      | España | 1997 - 1999 |
| Bilbao Athletic                                                  | España | 1999 - 2001 |
| Barakaldo Club de Fútbol                                         | España | 2001 - 2003 |
| Real Unión Club                                                  | España | 2003 - 2004 |
| Real Jaén Club de Fútbol y Centre d'Esports Sabadell Futbol Club | España | 2004 - 2005 |
| Club de Fútbol Palencia                                          | España | 2005 - 2006 |
| UD Melilla                                                       | España | 2006 - 2009 |
| Deportivo Alavés                                                 | España | 2009 - 2011 |
| Sestao River Club                                                | España | 2011 - 2013 |